# Altmannbrücke
Die Altmannbrücke ist eine Straßenbrücke, die südlich des Hamburger Hauptbahnhofs die Gleise überquert. Die Brücke verbindet die Steinstraße mit der Kurt-Schumacher-Allee, wobei die Grenze der Stadtteile Sankt Georg und Hammerbrook mittig der fünfspurigen Fahrbahn verläuft.

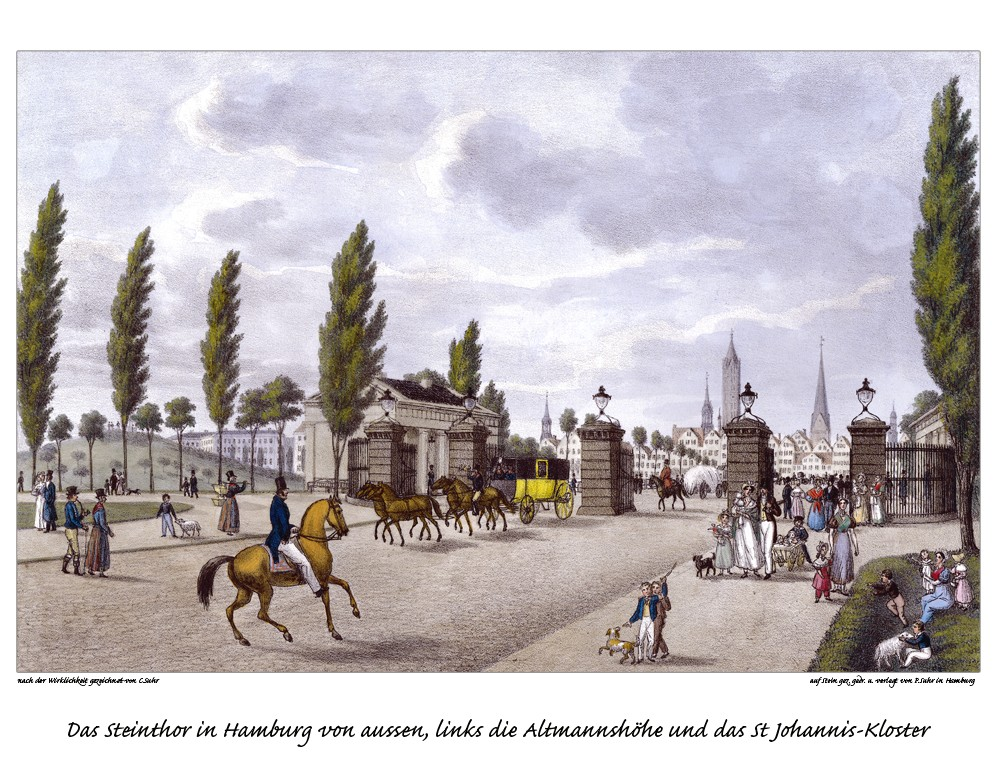
Altmannhöhe links neben dem Steintor, um 1840.

Die Brücke wurde nach dem Bremer Landschaftsgärtner Isaak Altmann benannt, der in der ersten Hälfte des 19. Jahrhunderts mit dem Rückbau der Hamburger Festungsanlagen beauftragt war, den er 1833 beendete. Ihm zu Ehren wurde zunächst eine Anhöhe in den Wallanlagen südlich des Steintores nach ihm benannt. Nach der Eröffnung des Klostertores 1850 wurde die Altmannstraße als neue Straßenverbindung von der Steinstraße zum Besenbinderhof geschaffen.
Die ersten Bahngleise der 1866 eröffneten Verbindungsbahn zum Bahnhof Klosterthor bzw. Berliner Bahnhof wurden zunächst auf Straßenniveau geführt; bei dem damaligen Verkehr reichte es noch aus, dass ein Bahnbeamter mit einer Signallaterne vor einfahrenden Zügen herlief. Erst beim Bau des Hauptbahnhofes (eröffnet 1906) wurden die Gleise in den ehemaligen Festungsgraben verlegt und die Altmannstraße nunmehr als Brücke über dieselben ausgeführt.
Nach Zerstörungen durch Bombenangriffe im Zweiten Weltkrieg wurde die Altmannbrücke zunächst notdürftig ausgebessert. Im Jahr 1963 wurde die Brücke schließlich zu einem erheblichen Teil erneuert und verbreitert. Das südlich der Brücke gelegene ehemalige Bahnpostamt Hühnerposten (eröffnet 1904) wurde 2004 zur Zentralbibliothek der Hamburger Öffentlichen Bücherhallen umgebaut; im Zuge dieses Umbaus wurden auch die früheren Kopfgleise in diesem Bereich durch ein Parkhaus überbaut und die neu entstandene Freifläche darüber in Arno-Schmidt-Platz umbenannt.